# موريس ماتيو
موريس ماتيو (بالفرنسية: Maurice Mathieu)‏ (1 يناير 1891 - ) هو لاعب كرة قدم فرنسي يلعب كمدافع.

## وصلات خارجية
- موريس ماتيو على موقع قاعدة بيانات كرة القدم.إي يو (الإنجليزية)
- موريس ماتيو على موقع ناشيونال فوتبول تيمز (الإنجليزية)
- موريس ماتيو على موقع عالم كرة القدم.نت (الإنجليزية)